# 500-річчя битви під Оршею (монета)
«500-р́іччя б́итви під ́Оршею» — ювілейна монета номіналом 5 гривень, випущена Національним банком України. Присвячена переможній битві армії Великого князівства Литовського з військом Московського князівства поблизу Орші (нині — територія Білорусі).
Перемога в Оршанській битві 1514 року зупинила наступ військ великого князя московського Василія III Івановича і мала велике міжнародне значення. Армія Великого князівства Литовського на чолі з князем Костянтином Острозьким складалася з польських, литовських, українських і білоруських військ.
Монету введено в обіг 15 жовтня 2014 року. Вона належить до серії «Інші монети».

## Опис монети та характеристики
| Номінал грн. | Метал      | Маса, г | Діаметр, мм | Якість виготовлення       | Гурт     | Тираж, штук |
| ------------ | ---------- | ------- | ----------- | ------------------------- | -------- | ----------- |
| 5            | нейзильбер | 16,54   | 35,0        | спеціальний анциркулейтед | рифлений | 30 000      |

### Аверс
На аверсі монети розміщено: угорі малий Державний Герб України, праворуч від якого напис «УКРАЇНА», під яким рік карбування монети «2014» та номінал — «П'ЯТЬ ГРИВЕНЬ», у центрі — композиція з чотирьох мечів, що символізує військову співдружність чотирьох народів: польського, литовського, білоруського, українського. Місце перетину мечів увінчує стилізований вінок із дубового листя — символ військової слави і звитяги. Праворуч на монеті розміщено логотип Монетного двору Національного банку України.

### Реверс
На реверсі монети зображено символічну композицію битви, в основі якої — стилізовані фрагменти полотна «Битва під Оршею», створеного невідомим учасником битви, праворуч зображено князя Костянтина Острозького та розміщено стилізовані написи: «БИТВА»/«ПІД»/«ОРШЕЮ» (угорі ліворуч), «500»/«РОКІВ» (унизу праворуч).

## Автори

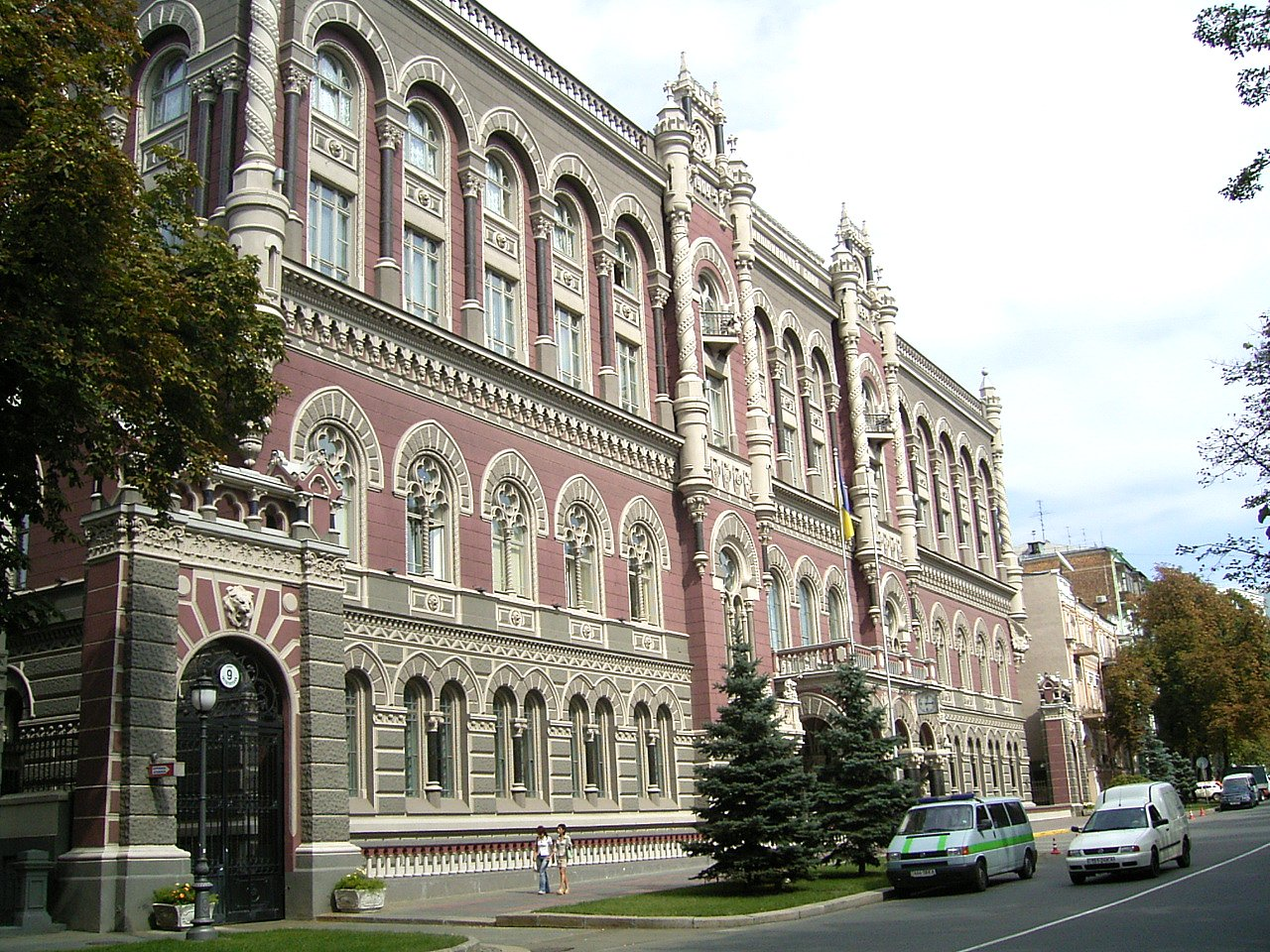
Будівля Національного банку України

- Художники: Володимир Таран, Олександр Харук, Сергій Харук.
- Скульптори: Володимир Дем'яненко, Анатолій Дем'яненко.

## Вартість монети
Під час введення монети до обігу в 2014 році, Національний банк України реалізовував монету через свої філії за ціною 25 гривень.
Фактична приблизна вартість монети, з роками змінювалася так:
| Рік        | 2015 | 2016 | 2017 | 2018 | 2019 | 2020 | 2021 | 2022 | 2023 | 2024 | 2025 |
| ---------- | ---- | ---- | ---- | ---- | ---- | ---- | ---- | ---- | ---- | ---- | ---- |
| Ціна, грн. | 45   | 50   | 60   | 65   | 70   | 75   | 95   | 120  | 200  | 390  | 390  |